# Liste der Kulturdenkmale in Groß Nordende
In der Liste der Kulturdenkmale in Groß Nordende sind alle Kulturdenkmale der schleswig-holsteinischen Gemeinde Groß Nordende (Kreis Pinneberg) und ihrer Ortsteile aufgelistet (Stand: 10. März 2025).

## Legende
In den Spalten befinden sich folgende Informationen:
- Objekt-ID: die Nummer des Kulturdenkmales
- Lage: die Adresse des Kulturdenkmales und die geographischen Koordinaten. Kartenansicht, um Koordinaten zu setzen. In der Kartenansicht sind Kulturdenkmale ohne Koordinaten mit einem roten Marker dargestellt und können in der Karte gesetzt werden. Kulturdenkmale ohne Bild sind mit einem blauen Marker gekennzeichnet, Kulturdenkmale mit Bild mit einem grünen Marker.
- Offizielle Bezeichnung: Bezeichnung des Kulturdenkmales
- Beschreibung: die Beschreibung des Kulturdenkmales
- Bild: ein Bild des Kulturdenkmales

## Bauliche Anlagen
| Objekt-ID     | Lage                                        | Offizielle Bezeichnung | Beschreibung | Bild            |
| ------------- | ------------------------------------------- | ---------------------- | --- | --------------- |
| 3052 Wikidata | Dorfstraße 93 (53° 42′ 20″ N, 9° 38′ 53″ O) | Ehemalige Schule       | Baujahr: 1915 – 1916, Architekt: Karl Zöllner. Zweigeschossigen Backsteinbau mit Walmdach. Profiliertes Gesims. Der vierachsige linke Gebäudeteil breiter als der rechte. Im Dach mehrere Fledermausgauben und neubarocke Giebelgaube. Zwerchgiebel auf der Rückseite. Neubarocker Haupteingang: Zweiflügelige Oberlichttür hinter säulengestützten Portal. Darüber farbig gefasste Schnitzerei von einem Schüler und einer Schülerin. Weitere Schnitzereien über den Fenstern im Erdgeschoss, an der Giebelgaube und am Seiteneingang. Alteintragung (Aktualisierung vorgesehen) - Begründung: Alteintragung (Aktualisierung vorgesehen) - Schutzumfang: Alteintragung (Aktualisierung vorgesehen) - Denkmaltyp: Bauliche Anlage | Fotos hochladen |

## Ehemalige Kulturdenkmale
Bis zum Inkrafttreten der Neufassung des schleswig-holsteinischen Denkmalschutzgesetzes am 30. Januar 2015 waren in der Gemeinde Groß Nordende nachfolgend aufgeführte Objekte als Kulturdenkmale gemäß §1 des alten Denkmalschutzgesetzes (DSchG SH 1996) geschützt:

## Quelle
- Liste der Kulturdenkmale in Schleswig-Holstein – Kreis Pinneberg (PDF)